# Jerzy Lipiec
Jerzy Lipiec pseud. Eliot (ur. 18 września 1951 w Szczebrzeszynie) – polski rysownik satyryczny, ilustrator.

## Życiorys
Ukończył Technikum Przemysłu Drzewnego w Zwierzyńcu, odbył studia polonistyczne w Uniwersytecie Marii Curie-Skłodowskiej w Lublinie. Debiutował w „Konfrontacjach”, dodatku studenckim do „Kuriera Lubelskiego”. Publikował swoje prace w prasie, w takich tytułach jak „Polityka”, „Radar”, „Tu i teraz”, „Tygodnik Demokratyczny”, „Szpilki”, „Rzeczywistość”, „Karuzela”. Od początku istnienia „Tygodnika Zamojskiego”, tj. od 23 listopada 1979 roku zamieszczał w nim swoje prace. Był jego redaktorem naczelnym od nru 29 do 33.
Wystawy zagraniczne w m.in. Belgii (nagroda wydawców w 1982), Kanadzie, Włoszech, Wielkiej Brytanii.

## Publikacje książkowe
- Eliot De'baty (wariant tytułu: De'baty), 1984.
- Okrakiem, 1987.
- Stopklatka, 1992 .